# Per B. Jeppesen
Per B. Jeppesen (født 29. september 1960) er en dansk lokalpolitiker og forhenværende borgmester. I perioden 2002-2006 var han borgmester i den daværende Skive Kommune for Socialdemokraterne. Han havde været byrådsmedlem siden 1982. Ved kommunalvalget 2005 til den nye sammenlagte Skive Kommune fik han kommunens højeste personlige stemmetal med 7.076 stemmer ud af 27.882 gyldige stemmer i alt, men måtte afgive borgmesterposten til Venstres Flemming Eskildsen som var den daværende borgmester i Sundsøre Kommune.
Jeppesen blev administrerende direktør i Kulturcenter Limfjord i Skive i marts 2010, men blev fyret i november 2011. 14. november 2012 blev han kendt skyldig i mandatsvig og idømt seks måneders betinget fængsel og 120 timers samfundstjeneste ved Retten i Viborg. Han var ikke kandidat ved kommunalvalget 2013 året efter. Ved kommunalvalget 2017 stillede han op for Skive-Listen og fik comeback i byrådet. Han var opstillet som nr. 2 på listen, og blev listens topscorer med 845 personlige stemmer. Han fik genvalgt på Skive-Listen ved kommunalvalget 2021.